# Aporosa prainiana
Aporosa prainiana är en emblikaväxtart som beskrevs av George King och Andrew Thomas Gage. Aporosa prainiana ingår i släktet Aporosa och familjen emblikaväxter. Inga underarter finns listade i Catalogue of Life.